# TV-året 2012

## Händelser

### Januari
- 7 januari – Gladiatorerna gör comeback i TV4 efter flera års uppehåll.
- 24 januari – TV4-Gruppen startar nyhetskanalen TV4 News.[1].

### Mars
- 1 mars – TV 1000 döps om till Viasat Film.[2]
- 4 mars –  Justine Kirk blir SVT:s sista hallåa.[3]
- 25 mars - TV-serien Upstairs Downstairs slutar sändas (på BBC). Sista avsnittet heter "Somewhere Over the Rainbow".[4]

### Maj
- 4 maj – TV4-Gruppen startar nyhetskanalen TV4 Sport Xtra (och behåller TV4 Sport).[5]
- 19 maj – TV3 sände finalen (Chelsea – Bayern München) för säsongen 2011/12 av UEFA Champions League.
- 26 maj – SVT sände Eurovision Song Contest 2012 där Loreen vann med låten Euphoria. SVT sände även semifinalerna som ägde rum dagarna innan.

### Juni
- 8 juni-1 juli – SVT och TV4 samsänder Europamästerskapet i fotboll 2012. Finalen (Spanien – Italien) sänds i TV4.

### Juli
- 27 juli-12 augusti – Olympiska sommarspelen 2012 i London invigs och håller på i någon vecka. Sändande TV-bolag i Sverige är SVT. SVT sände även OS-fotbollsmatcher som spelades dagarna före invigningen.

### Augusti
- 5 augusti - TV4 Science Fiction läggs ner.[6]

### September
- 4 september – Canal+ byter namn till C More.[7]
- 8 september - Premiär för Intresseklubben i SVT1, en svensk version av den brittiska TV-serien QI.
- 11 september - En utredning i Sverige föreslår att TV-avgiften slopas och att SVT i stället finansieras av skatter.[8]

## TV-seriestarter

### SVT
- 1 december: Mysteriet på Greveholm - Grevens återkomst, julkalender i SVT

### Nikelodeon
- 29 september: Teenage Mutant Ninja Turtles[9]

## Mest sedda program
| Program                                   | Tittare   | Kanal | Datum       | Ref    |
| Melodifestivalen - Final                  | 4 110 000 | SVT1  | 10 mars     | [ 10 ] |
| Kalle Anka och hans vänner önskar God Jul | 3 905 000 | SVT1  | 24 december | [ 10 ] |
| Melodifestivalen - Deltävling 1           | 3 415 000 | SVT1  | 4 februari  | [ 10 ] |
| Melodifestivalen - Deltävling 2           | 3 365 000 | SVT1  | 11 februari | [ 10 ] |
| Melodifestivalen - Deltävling 3           | 3 340 000 | SVT1  | 18 februari | [ 10 ] |
| Eurovision Song Contest - Final           | 3 235 000 | SVT1  | 26 maj      | [ 10 ] |
| Melodifestivalen - Deltävling 4           | 3 115 000 | SVT1  | 25 februari | [ 10 ] |
| På spåret                                 | 3 005 000 | SVT1  | 17 februari | [ 10 ] |
| Melodifestivalen - Andra chansen          | 2 975 000 | SVT1  | 3 mars      | [ 10 ] |
| Ukraina-Sverige, Fotbolls-EM              | 2 940 000 | SVT1  | 11 juni     | [ 10 ] |

## Avlidna
- 3 januari – Jenny Tomasin, 73, brittisk skådespelare (Herrskap och tjänstefolk).
- 2 juni – Kathryn Joosten, 72, amerikansk skådespelare (Vita huset, Desperate Housewives).[11]
- 30 juli – Stig Ossian Ericson, 88, svensk skådespelare (Ärliga blå ögon, Sinkadus, Fångarna på fortet), regissör och manusförfattare.[12]
- 23 november – Larry Hagman, 81, amerikansk skådespelare (Dallas).[13]
- 30 november – Lars-Gunnar Björklund, 75, svensk sportkommentator och programledare (Tipsextra, Supersvararna).
- 21 december – Jarl Borssén, 75, svensk komiker (Pratmakarna, Har du hört den förut?) och skådespelare (Partaj, Gäster med gester, Svenska hjärtan).[14]
- 28 december – Leif Krantz, 80, svensk regissör (Kullamannen, Kråkguldet, Barnen i Höjden, Stora skälvan, Pojken med guldbyxorna, Ärliga blå ögon, Sinkadus, Öbergs på Lillöga).[15]

### Fotnoter
1. ↑  ”Premiär för TV4 News - nytt BBC-avtal ger förstärkt internationell bevakning”. TV4. 12 januari 2012. Arkiverad från originalet den 15 januari 2012. https://web.archive.org/web/20120115023806/http://www.tv4.se/1.2495504/2012/01/12/premiar_for_tv4_news_nytt_bbc_avtal_ger_forstarkt_internationell_bevakning.
2. ↑  ”MTG lanserar nya varumärket Viasat Film samt 4 nya HD-kanaler”. Modern Times Group. Arkiverad från originalet den 23 november 2012. https://web.archive.org/web/20121123153342/http://www.mtg.se/sv/medier/pressmeddelanden/mtg-lanserar-nya-varumarket-viasat-film-samt-4-nya-hd-kanaler/. Läst 9 januari 2012.
3. ↑  Karolina Skoglund (4 mars 2012). ”Hon blir sista hallåan i SVT”. Aftonbladet. http://www.aftonbladet.se/nojesbladet/article14468407.ab. Läst 10 juli 2016.
4. ↑  ”Season 2”. 25 mars 2012. Arkiverad från originalet den 10 mars 2016. https://web.archive.org/web/20160310083130/http://akas.imdb.com/title/tt1782352/episodes?season=2. Läst 5 juni 2012.
5. ↑  ”TV4-Gruppen startar nya kanalen TV4 Sport Xtra”. TV4. Arkiverad från originalet den 23 februari 2012. https://web.archive.org/web/20120223144633/http://www.tv4.se/1.2543946/2012/02/21/tv4_gruppen_startar_nya_kanalen_tv4_sport_xtra. Läst 10 mars 2012.
6. ↑  ”TV4 Science Fiction har upphört”. TV4. 6 augusti 2012. http://www.tv4.se/tv4/artiklar/tv4-science-fiction-har-upph%C3%B6rt-501f841d04bf7273040001ab. Läst 18 juli 2015.
7. ↑  ”Frågor och svar om C More”. Canal+. Arkiverad från originalet den 12 juli 2012. https://web.archive.org/web/20120712150825/http://www.canalplus.se/cmore_fragorochsvar. Läst 27 juli 2012.
8. ↑  ”TV-skatt ska få ny generation att betala”. Sveriges Radio. 11 september 2012. http://sverigesradio.se/sida/gruppsida.aspx?programid=83&grupp=10974&artikel=5266599. Läst 11 september 2012.
9. ↑  ”Tv by the numbers hemsida läst juli 2012”. Arkiverad från originalet den 10 juli 2012. https://web.archive.org/web/20120710072500/http://tvbythenumbers.zap2it.com/2012/07/06/nickelodeons-teenage-mutant-ninja-turtles-set-to-premiere-saturday-sept-29/140644/. Läst 29 september 2012.
10. 1 2 3 4 5 6 7 8 9 10  "Årsrapport 2012" Arkiverad 5 januari 2014 hämtat från the Wayback Machine.. MMS.se. Läst 25 augusti 2013.
11. ↑  Grannen Karen McCluskey död, Aftonbladet 3 juni 2012
12. ↑  "Fader Fouras" är död, SVT Nyheter 21 augusti 2012
13. ↑  Larry Hagman död, SVT Nyheter 24 november 2012
14. ↑  Skådespelaren Jarl Borssén är död, SVT Nyheter 1 januari 2013
15. ↑  Regissören Leif Krantz är död, Göteborgs-Posten 1 januari 2013